# Camini delle fate

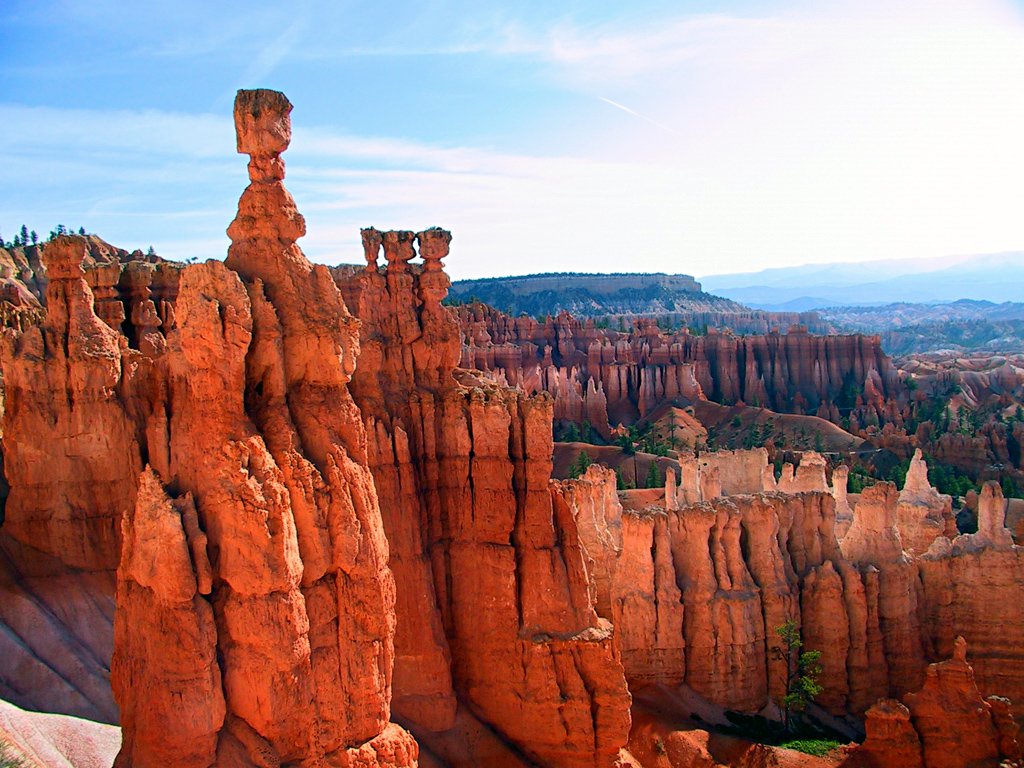
Gli hoodoo del Bryce Canyon, Utah

Con i termini camini delle fate o piramidi di terra si fa riferimento alla denominazione popolare data a rilievi rocciosi con morfologia tipicamente formata da un prisma rastremato verso l'alto di tufo (oppure limo o roccia vulcanica) ed estremamente friabile, sormontato da un cono dello stesso materiale, ma più compatto, che protegge la roccia sottostante. Queste formazioni rocciose sono denominate fatate, in quanto secondo la leggenda i massi sulla sommità furono posati da divinità celesti.

## Esempi

### In Italia
- Piramidi di terra in Alto Adige:
  - piramidi di terra del Renon[1]
  - piramidi di Plata[2]
- in Trentino:
  - piramidi di Segonzano
- in Lombardia
  - piramidi di Zone (BS)
  - piramidi di Postalesio (SO)
  - Funghi di Rezzago (CO)
- in Piemonte

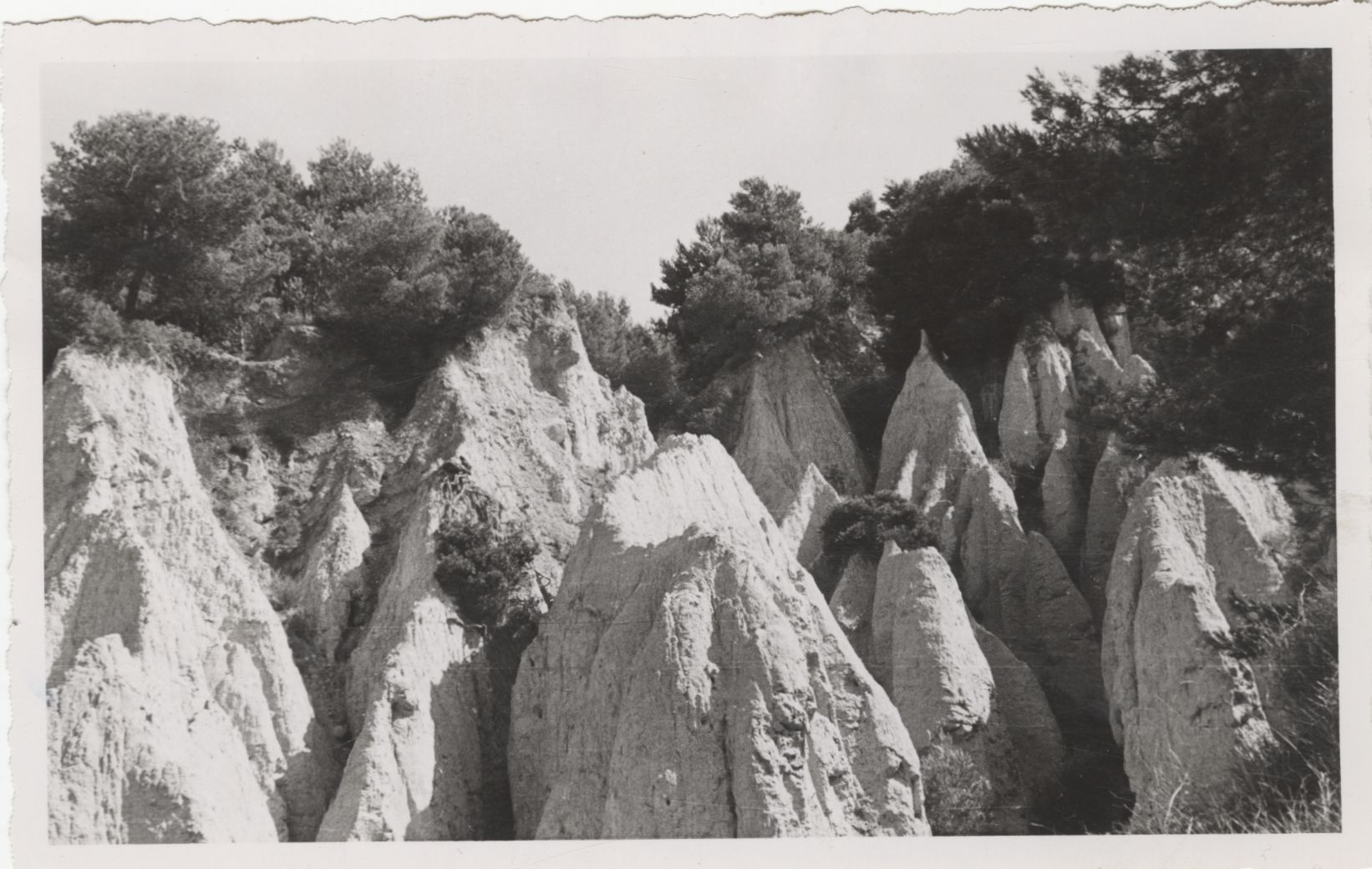
Piramidi di roccia in Valle Armea, provincia di Savona

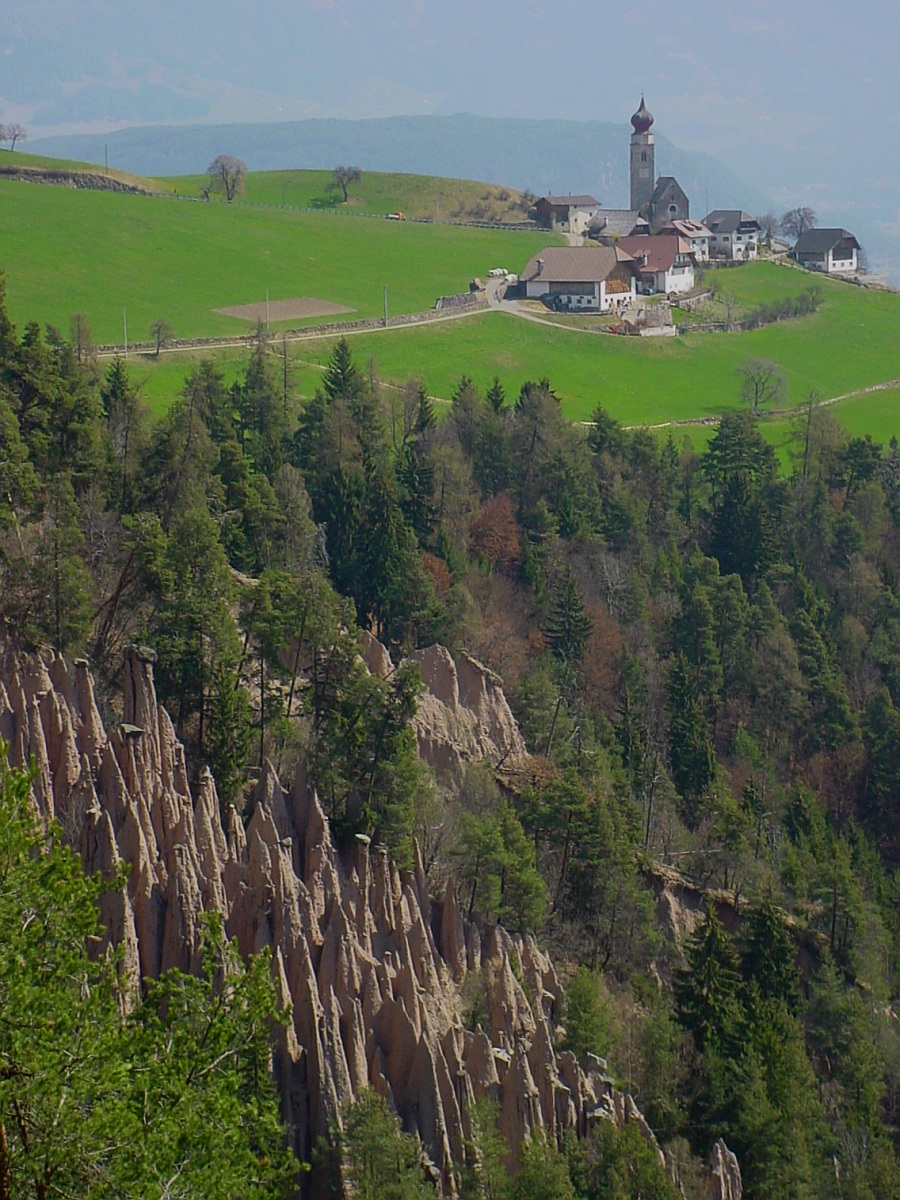
Le piramidi di roccia del Renon

  - piramidi dei Ciciu a Villar San Costanzo (CN)
- in Liguria fungo di Piana Crixia (SV)
- nelle Marche, nel comune di Fiastra, (MC), le Lame Rosse.

### Nel resto del mondo
- Piramidi di Göreme in Cappadocia in Turchia, patrimonio dell'umanità protetta dall'UNESCO dal 1985.
- gli Hoodoo di Bryce Canyon in Utah
- gli Đavolja varoš in Serbia
- le piramidi a Serfaus in Austria
- le piramidi a Kočerinovo (Distretto di Kjustendil), in Bulgaria
- le pyramides d’Euseigne a Hérémence, Canton Vallese, Svizzera.
- les Demoiselles Coiffées de Pontis, Embrun, Francia

## Le piramidi di Göreme
L'origine delle piramidi di Göreme è dovuta all'erosione di rocce vulcaniche depostesi a seguito di eruzioni di due vulcani, lo Hasan Dağı e l'Erciyes Dağı, circa 8 milioni di anni fa. Le loro ceneri e lapilli hanno formato ampie distese di tufo, organizzate in strati spessi diversi metri e caratterizzati dall'avere colore e consistenza diversi. Le erosioni successive ne hanno modellato il caratteristico aspetto attuale.
Alcune di queste piramidi in Cappadocia sono state scavate e abitate fin dal IV secolo a.C., prima rifugio di anacoreti, in seguito di eremiti cristiani e poi intere popolazioni. In epoca bizantina, l'intera regione si è trasformata in uno straordinario universo rupestre con ben 365 edifici come chiese, cappelle, monasteri, alcuni dei quali internamente decorati con affreschi policromi.
Una parte della serie Guerre stellari è stata girata nel paesaggio lunare di Göreme in Cappadocia.

## Galleria d'immagini

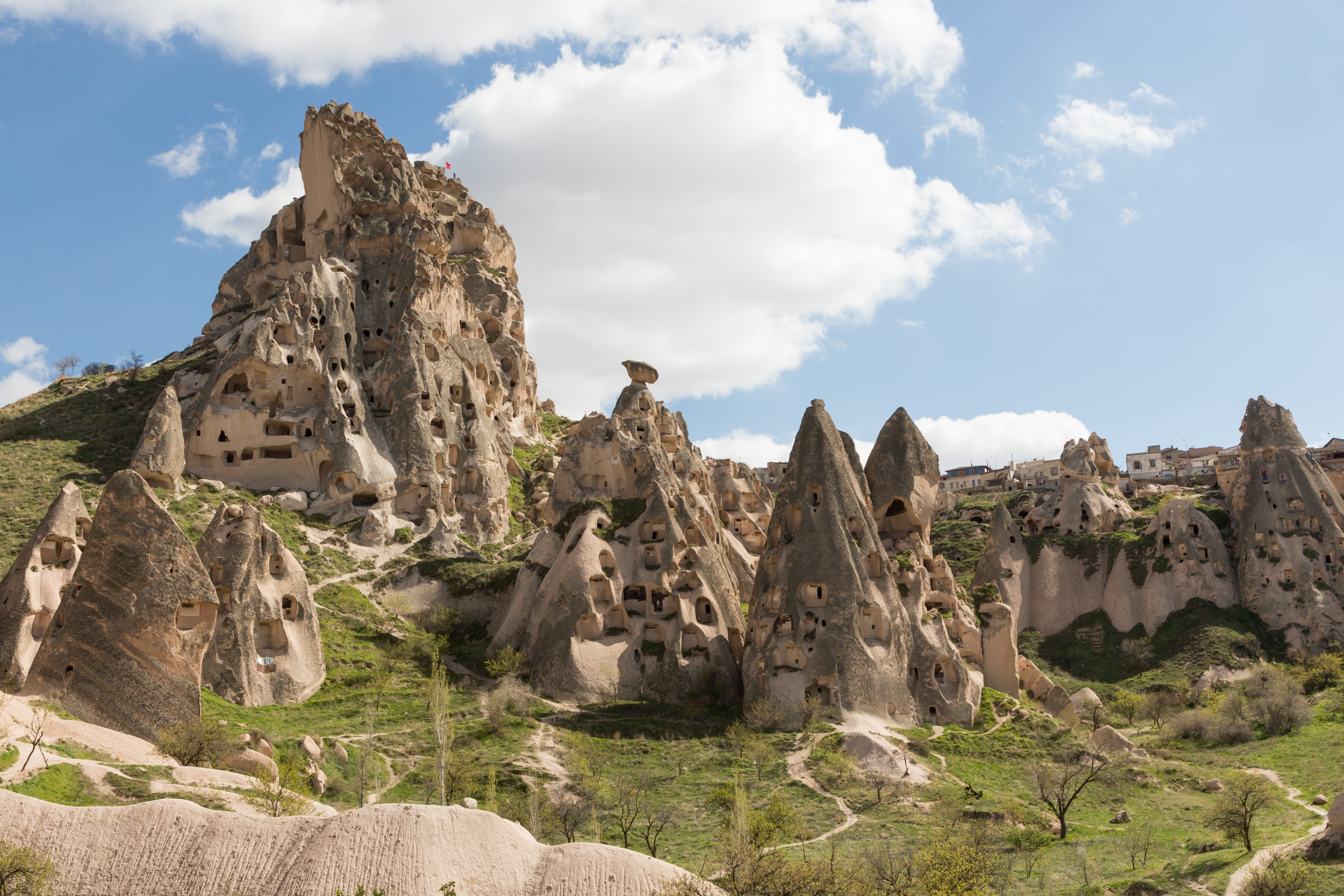
Cappadocia
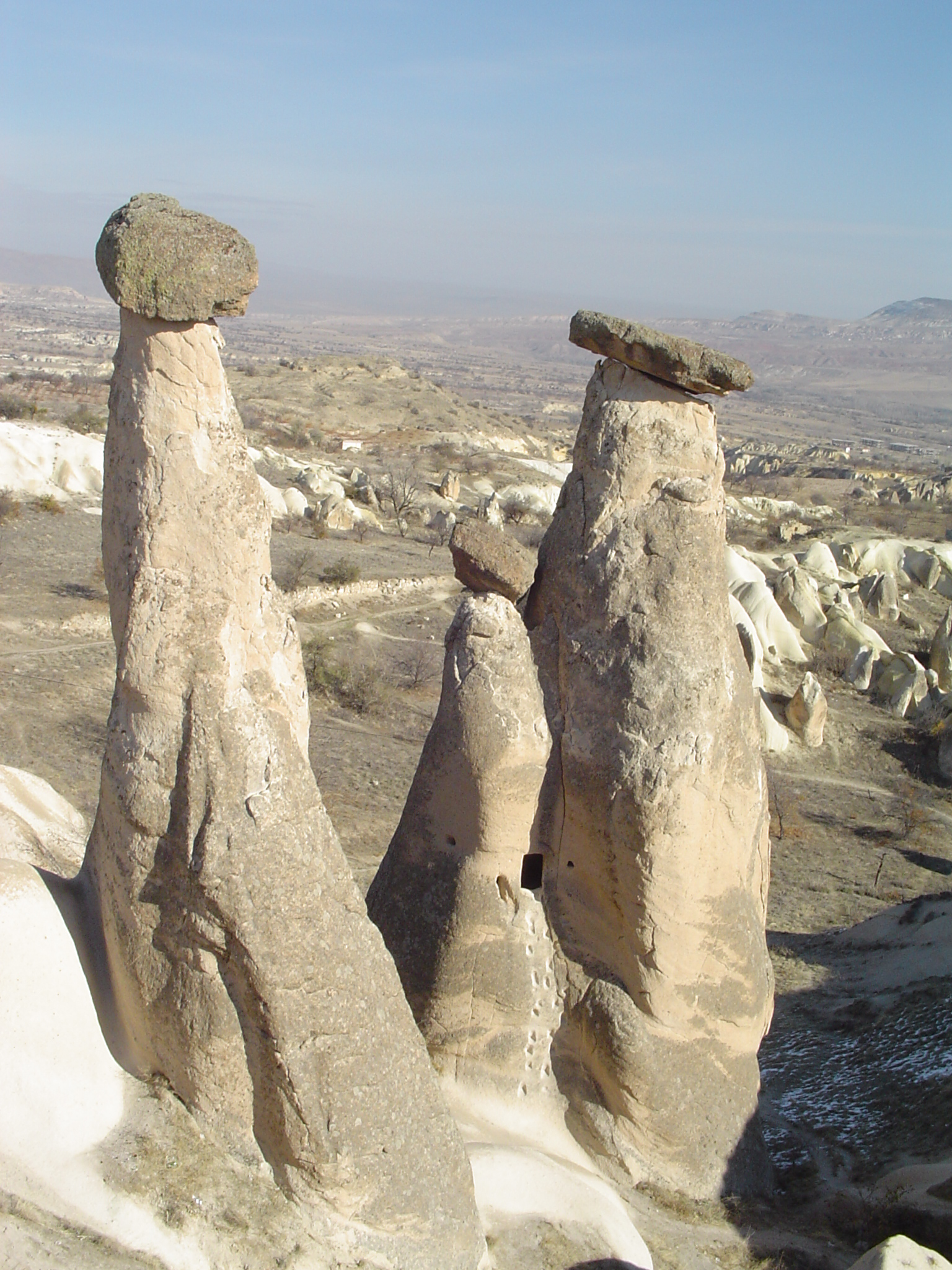
Camini fatati
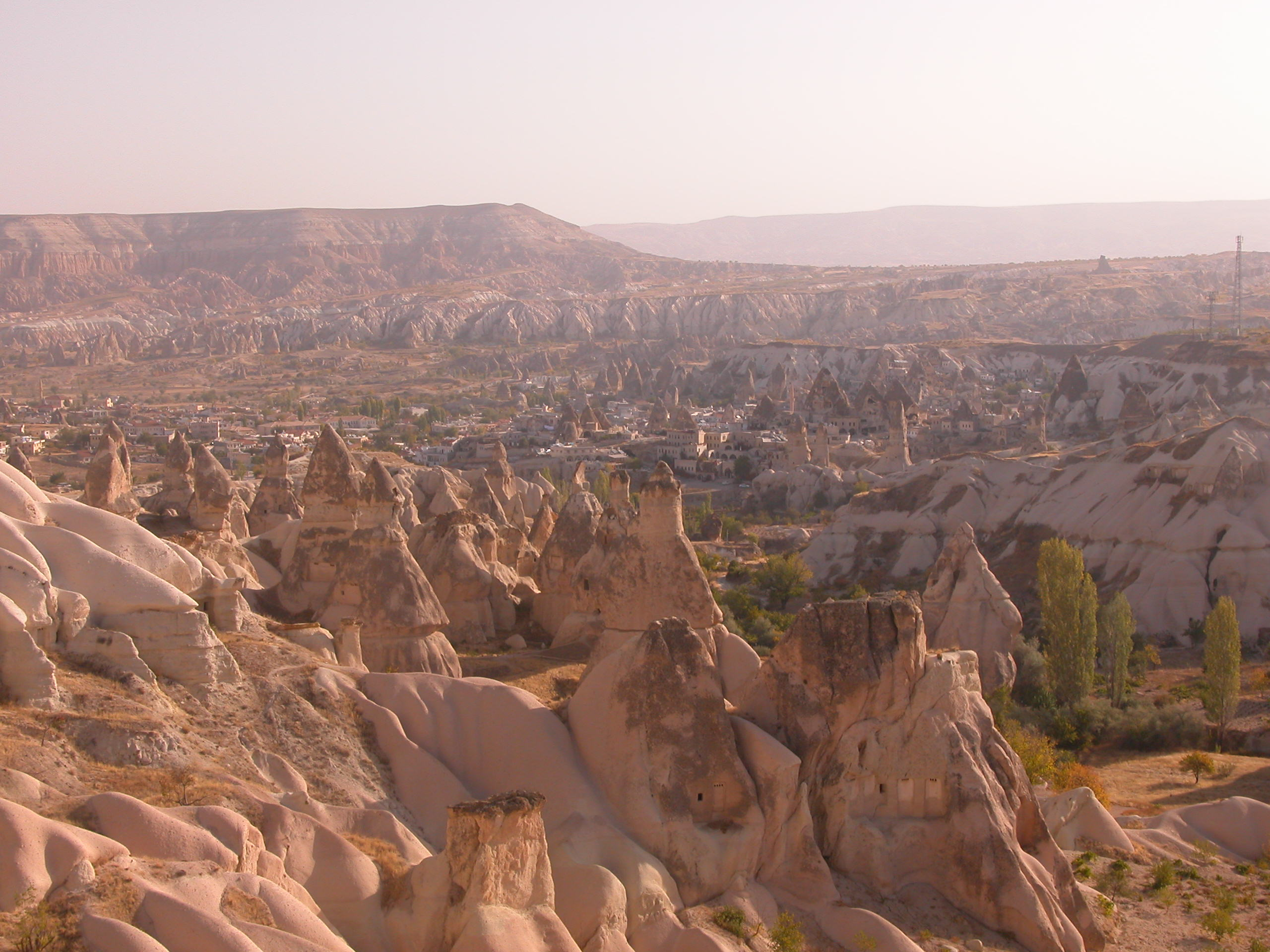
I camini delle fate
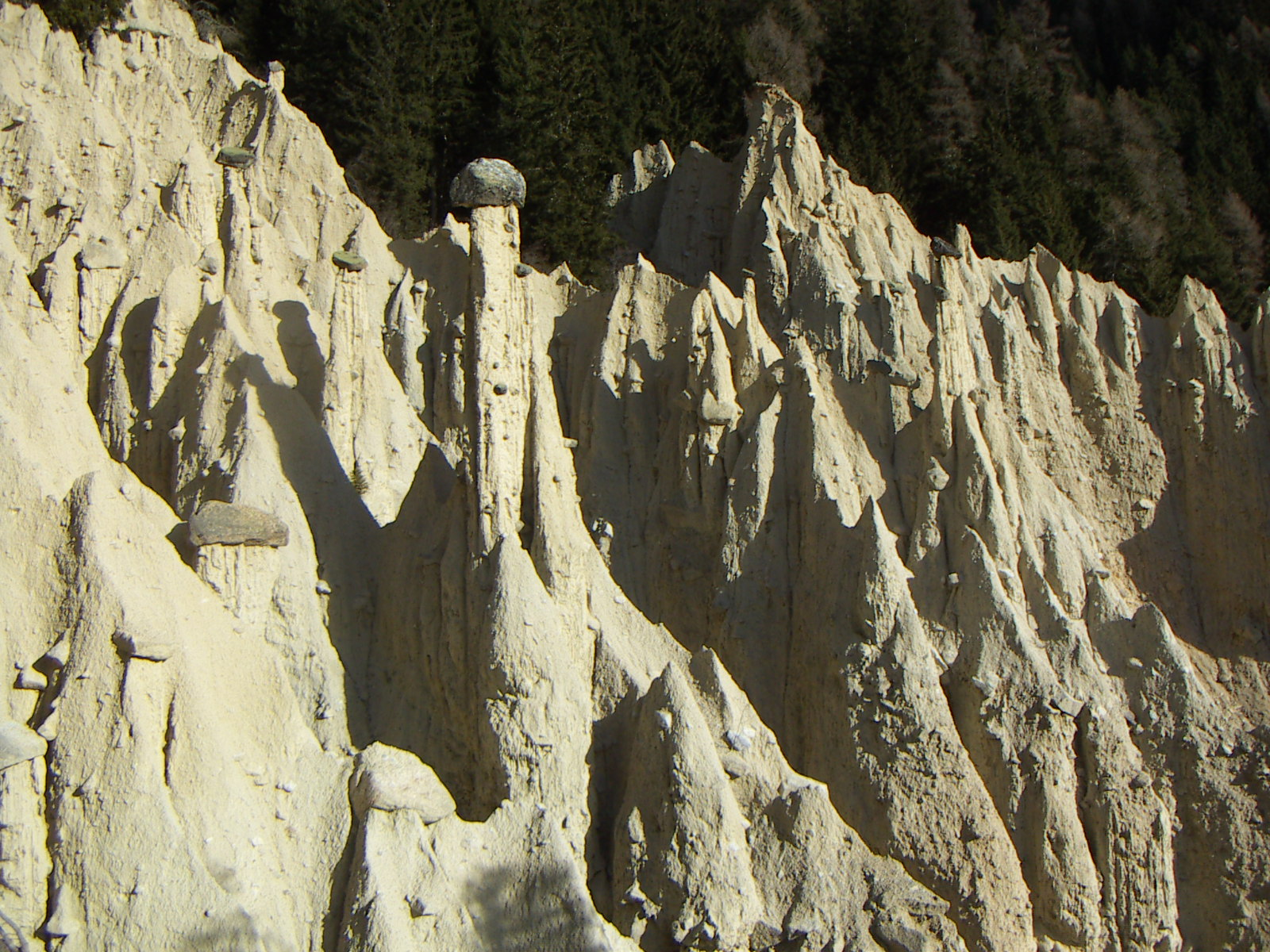
Le piramidi di Plata
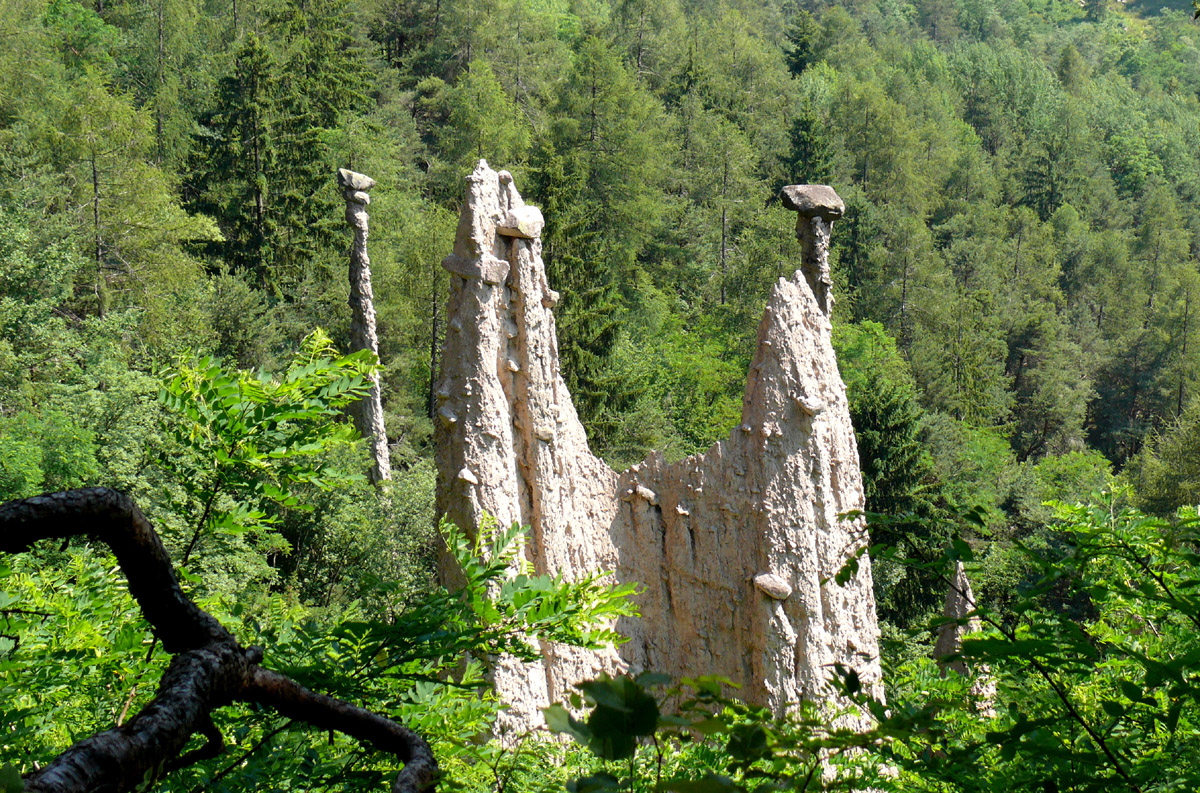
Le piramidi di Segonzano